# Бретеа Романа (Хунедоара)
Бретеа Романа (рум. Bretea Română) насеље је у Румунији у округу Хунедоара у општини Бретеа Романа. Oпштина се налази на надморској висини од 262 m.

## Становништво
Према подацима из 2011. године у насељу је живело 301 становника.